# Fakarava

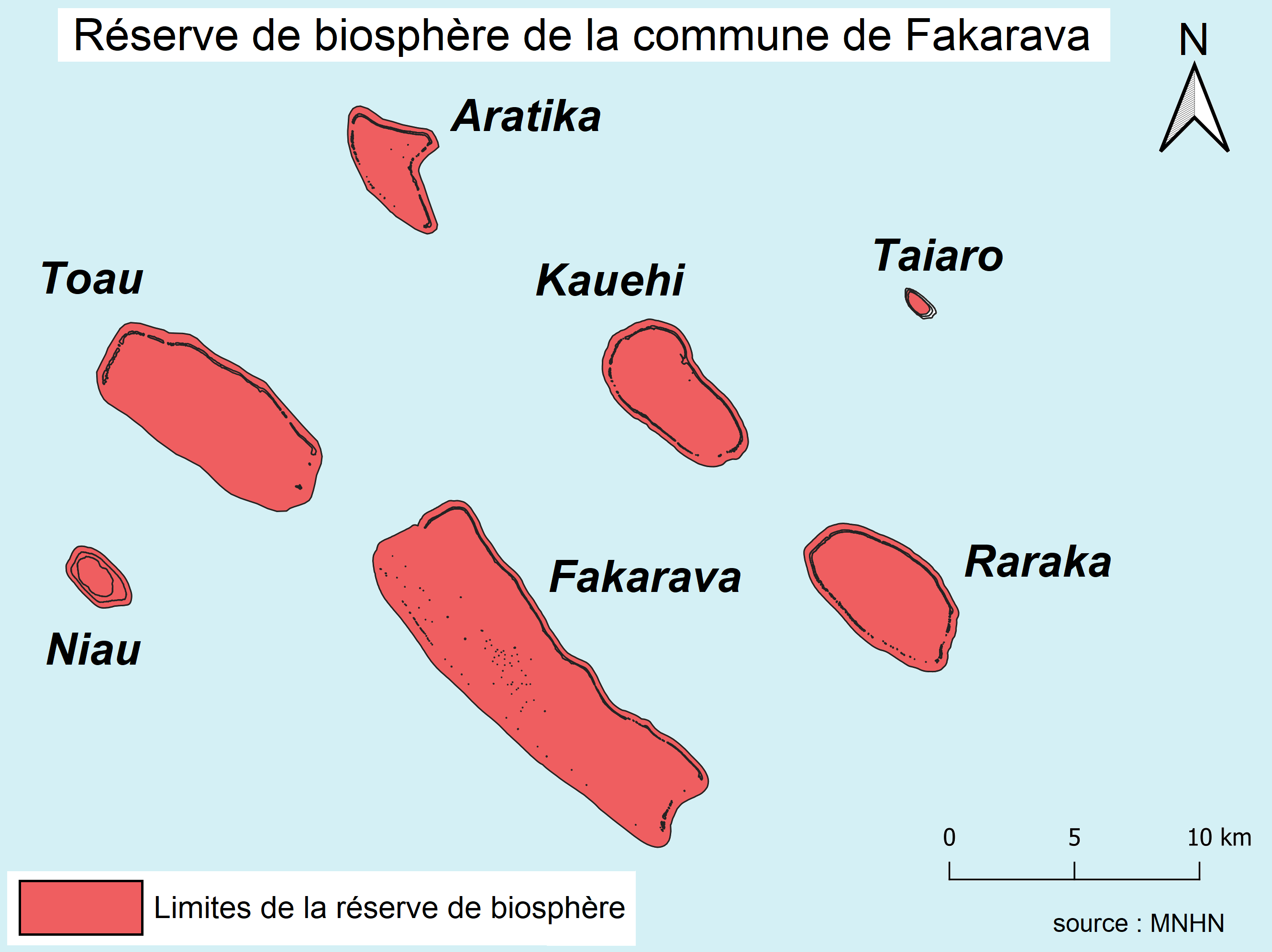
Carte de la réserve de biosphère de la commune de Fakarava.

Fakarava, également appelé Havaiki-te-araro, est un atoll situé dans les îles Tuamotu en Polynésie française dans le sous-groupe des îles Palliser. Celui-ci est le chef-lieu de la commune de Fakarava. Depuis 2016, Fakarava fait partie des sept atolls (avec Aratika, Kauehi, Niau, Raraka, Taiaro et Toau) classés réserve de biosphère par l’UNESCO. Fakarava est aujourd’hui mondialement reconnu pour la plongée sous-marine, qui constitue le vecteur économique principal de l’île.

## Géographie

### Situation

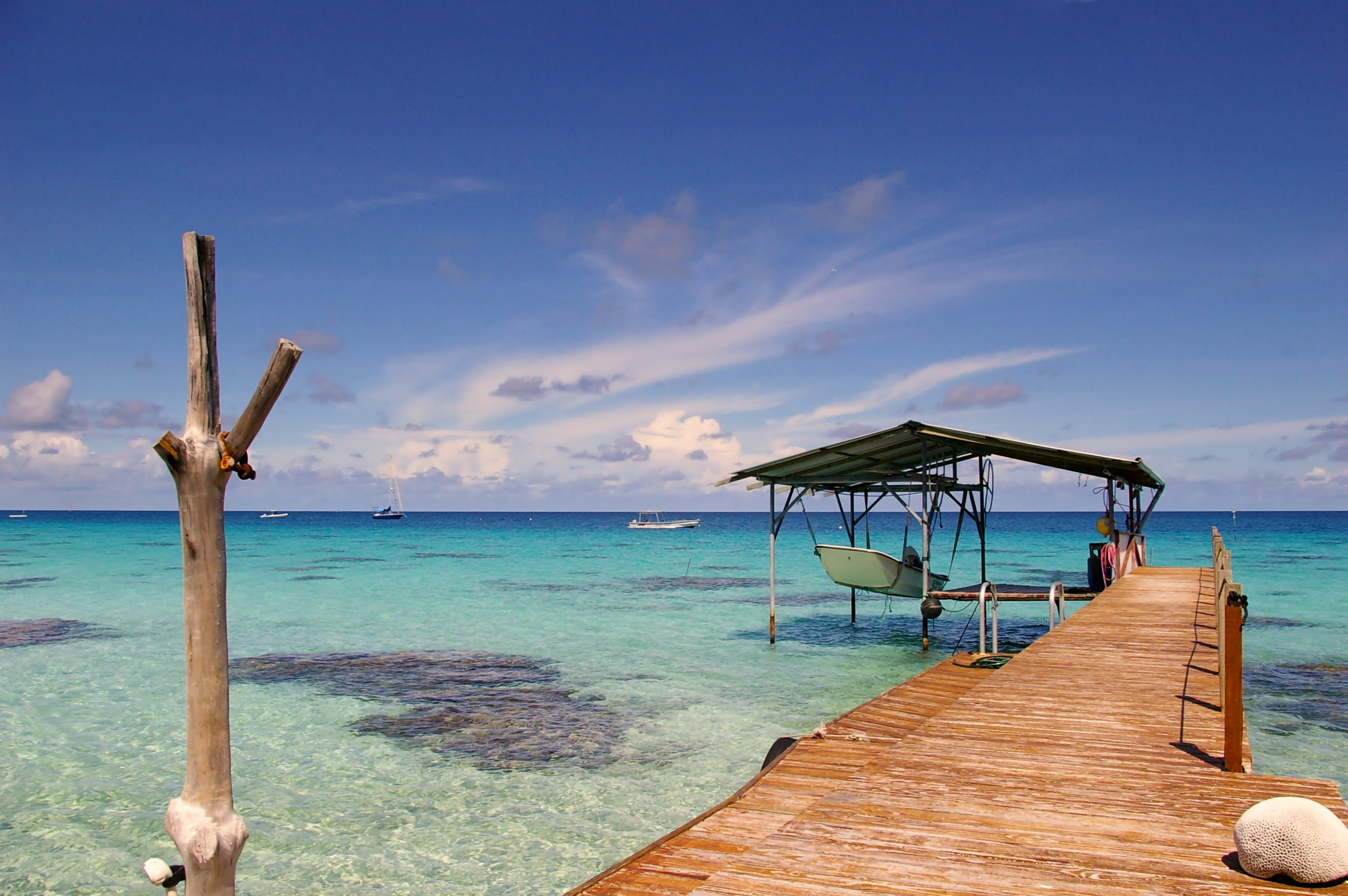
Vue du lagon de Fakarava près du village de Rotoava.

Fakarava est situé à 450 km au nord-est de Tahiti. C'est un atoll de 60 km de longueur et 21 km de largeur maximales pour une superficie des terres émergées de 16 km2. Son lagon est le deuxième plus grand de toute la Polynésie française (après celui de Rangiroa) et s'étend sur 1 121 km2. Il est accessible par deux passes :
- Garuae (au nord), la plus grande passe de la Polynésie française (0,85 mille de large) ou (1 600 m)
- Tumakohua, appelée aussi Tetamanu (au sud)

### Géologie
D'un point de vue géologique, l'atoll est l'excroissance corallienne (de 150 mètres) du sommet d'un très petit mont volcanique sous-marin homonyme, qui mesure 1 170 mètres depuis le plancher océanique, formé il y a environ 53,7  à   59,6 millions d'années.

### Démographie
En 2017, la population totale de Fakarava est de 844 personnes, principalement regroupées dans le village de Rotoava, au nord-est ; son évolution est la suivante :
| 224                                                     | 248 | 467 | 712 | 852 | 824 | 844 |
| Sources ISPF et Gouvernement de la Polynésie française. |     |     |     |     |     |     |

## Histoire

### Peuplement polynésien et découverte par les Européens
L'atoll est mentionné pour la première fois par un Européen, le 17 juillet 1820 par le navigateur russe Fabian Gottlieb von Bellingshausen, qui lui donne le nom de l'île Wittgenstein. Il est visité par le marin britannique Ireland le 2 octobre 1831, qui le mentionne sous le même nom, puis le 14 novembre 1835 par son compatriote Robert FitzRoy, ainsi que par le navigateur français Jules Dumont d'Urville en septembre 1838.

### Période contemporaine
Au XIXe siècle, Fakarava devient un territoire français peuplé d'environ 375 habitants, qui développe une petite production d'huile de coco (d'environ 7  à   8 tonneaux par an vers 1860) mais devient, du fait de son positionnement géographique et du havre maritime qu'offre son lagon, l'un des centres principaux du commerce de cette ressource et de production de nacre. L'atoll a été évangélisé par Honoré Laval en 1849 : l'église de Rotoava a été bénie en 1850 et celle de Tetamanu qui date de 1874 a été construite en corail.
L'atoll est au début du XXe siècle partagé en deux districts : Tehatea et Tetamanu. En 2016, Fakarava est intégré à la réserve de biosphère par de l'UNESCO créée en 1977.

## Économie
Fakarava développe une activité de perliculture – autorisée dans 400 ha (et cinquante lignes de collectage de naissain) de la partie nord-est du lagon près de Rotoava – et de pêche aux holothuries dans la partie orientale du lagon pour l'exportation vers l'Asie.
L'atoll possède un aérodrome pourvu d'une piste de 1 400 mètres de longueur, permettant le développement touristique de l'ensemble des atolls rattachés à la commune de Fakarava. Il accueille, en moyenne, environ 850 vols et de 25 000 à 30 000 passagers par an, dont 20% en transit, en faisant l'un des plus fréquentés de la Polynésie française.
L'aterrage du câble sous-marin Natitua et sa mise en service en décembre 2018 permet à Fakarava d'être relié à Tahiti et à l'internet mondial à haut-débit.

## Faune et flore
Les eaux de Fakarava abritent des coraux et tous les poissons des Tuamotu comme loches, mérous, barracudas, raies aigle, raies manta, requins marteau, requins tigre, requins pélagiques, thons à dents de chien ainsi que des tortues et des dauphins.
L'atoll accueille également une population endémique de Chevaliers des Tuamotu.

## Expéditions scientifiques
Deux expéditions scientifiques ont été menées à Fakarava par l'équipe de Laurent Ballesta, dans le cadre des expéditions Gombessa.
Gombessa 2, menée à Fakarava en 2014, sur la reproduction des mérous marbrés de l'espèce Epinephelus polyphekadion, en particulier leur rassemblement et leur comportement avant et surtout pendant la ponte annuelle des femelles à la sortie de la passe de Tumakohua (celle au sud du lagon) lors des deux pleines Lune de juin et de juillet,.
Gombessa 4, menée en 2017, est la continuité de la précédente, et se concentre sur la densité inhabituelle de requins gris de récifs (plus de 700), dans la même passe de Tumakohua à la même période. La mission a étudié l'organisation sociale des requins au sein d'une horde.

### Vidéographie
- 700 requins dans la nuit, documentaire de Luc Marescot, Le Cinquième Rêve/CNRS Images, 98 min, 2018